# Pop Goes the World (canción de Gossip)
«Pop Goes the World» —en español: «El pop va por el mundo»— es una canción de la banda de indie rock estadounidense Gossip.
Fue lanzada como tercer sencillo de su cuarto álbum de estudio Music for Men, el 8 de marzo de 2010 por el sello discográfico Columbia Records. La canción fue escrita por la banda y producida por Rick Rubin.

## Video musical
El video fue dirigido por Phillip Andelman. Muestra a la banda actuando entre luces multicolores de fondo, al estilo de la década del '80, ayudado por una actuación entusiasta por parte de la cantante Beth Ditto.

## Lista de canciones
| Descarga digital |                      |          |  |
| N.º              | Título               | Duración |  |
| 1.               | «Pop Goes the World» | 3:26     |  |

| Sencillo en CD |                                  |          |  |
| N.º            | Título                           | Duración |  |
| 1.             | «Pop Goes the World»             | 3:23     |  |
| 2.             | «Heavy Cross» (Fred Falke Remix) | 8:08     |  |

## Posicionamiento en listas
| Lista (2010)                          | Mejor posición |
| ------------------------------------- | -------------- |
| Alemania (Media Control AG)           | 53             |
| Bélgica (Flandes) (Ultratop 50)       | 60             |
| Estados Unidos (Hot Dance Club Songs) | 13             |